# Sarbiewo (Baboszewo)
Sarbiewo ist ein Dorf in der Woiwodschaft Masowien in Polen. Es gehört zur Gemeinde Baboszewo im Powiat Płoński und liegt auf einer Höhe von etwa 101 Metern über dem Meeresspiegel. Das Verwaltungszentrum der Gemeinde in Baboszewo liegt etwa acht Kilometer südwestlich von Sarbiewo entfernt. Haupteinnahmequelle des Dorfes ist die Landwirtschaft. Eine historische Persönlichkeit des Dorfes ist der Schriftsteller Maciej Sarbiewski, der schon zu Lebzeiten im 17. Jahrhundert einen hohen Bekanntheitsgrad erlangte.